# Israel Torres
Israel Torres (* 1967) ist ein ehemaliger kubanischer Radrennfahrer.

## Sportliche Laufbahn
Torres war im Straßenradsport aktiv. 1985 gewann er das Rennen Premio Internacional La Farola zeitgleich mit Ricardo Salazar. 1989 war er erneut in dem Etappenrennen erfolgreich. 1986 und 1990 gewann er jeweils eine Etappe der Kuba-Rundfahrt. 1990 wurde er beim Sieg von Eduardo Alonso Dritter der Kuba-Rundfahrt.
Torres startete mit der Nationalmannschaft 1986 in der DDR-Rundfahrt. Er belegte den 24. Rang der Gesamtwertung und war damit bester Fahrer seines Teams. 
Er fuhr zweimal in der Internationalen Friedensfahrt. 1986 wurde er 21. und 1990 48. im Endklassement. Auch in der Polen-Rundfahrt und der Bulgarien-Rundfahrt war Torres am Start.